# Dipshorn
Dipshorn (niederdeutsch Dipshoorn) liegt etwa 30 Kilometer östlich von Bremen. Es gehört zur Gemeinde Vorwerk in der Samtgemeinde Tarmstedt im Landkreis Rotenburg (Wümme) in Niedersachsen.

## Geographie
Dipshorn liegt in der Zevener Geest am Radfernweg Hamburg–Bremen.

## Geschichte
Dipshorn wurde im Jahr 1336 unter dem Namen Debbeshorne erstmals urkundlich erwähnt.
Im Jahr 1848 verfügte Dipshorn über 17 Häuser mit 121 Einwohnern.
Am 1. März 1974 wurde Dipshorn in die Gemeinde Vorwerk eingegliedert.